# Öt kismalac
Az Öt kismalac Agatha Christie egyik regénye, amely első ízben az Amerikai Egyesült Államokban jelent meg Murder in Retrospect címmel. A művet az írónő az általa nagyra becsült egyiptológusnak, Stephen Glanville-nek ajánlotta, és az első olyan krimi az írónő életművében, amelyben egy időben jóval korábbi gyilkosságot kell kinyomozni.

## Szereplői
- Hercule Poirot, magánnyomozó
- Sir Montague Depleach, védőügyvéd
- Quentin Fogg, ügyész
- Hale főfelügyelő, rendőr
- George Mayhew, fiatal ügyvéd
- Caleb Jonathan, a család ügyvédje és barátja
- Carla Lemarchant/Caroline Crale, az áldozat lánya
- Amyas Crale, az áldozat, egy festő
- Caroline Crale, Amyas felesége, Carla anyja
- Angela Warren, Caroline féltestvére
- Philip Blake, Amyas régi barátja
- Meredith Blake, Philip bátyja
- Elsa Greer, Amyas modellje és szeretője
- Miss Cecilia Williams, Angela nevelőnője

## Cselekménye
Egy fiatal nő, Carla Lemarchant keresi meg Hercule Poirot-t, aki azt kéri tőle, hogy derítse ki apja halálának esetét. Tizenhat éve apját megölték és anyját elítélték azzal a váddal, hogy megölte a férjét. Carla meggyőződése, hogy anyja ártatlan, mert ezt írta egy levelében, és Carla emlékszik rá gyermekkorából, hogy anyja soha nem titkolta el előle a kellemetlen igazságokat.
Carla apját, Amyas Crale festőt koniinnal mérgezték meg, amelyet bürökből állított elő Meredith Blake. Carla anyja, Caroline Crane bevallja, hogy ellopta a kivonatot az amatőr vegyésztől, hogy öngyilkosságot kövessen el, de a méreg Amyas sörébe került. Az üveg sört és a söröspoharat Caroline vitte oda neki. Az indok egyértelmű: Amyas ifjú modellje és legújabb szeretője, Elsa Greer azt mondta, hogy Amyas kész elválni Caroline-tól és őt venni feleségül. Amyasnak korábban számos nőügye volt, de egyik sem fajult idáig.

A regény címe és fejezetei az angol gyermekdalra utalnak: 
Egy kismalac piacra járt...
Egy kismalac meg otthon ült...
Egy kismalac sok húst evett...
Egy kismalac hoppon maradt ....
Egy kismalac meg visított: ui, ui, ui...
Poirot ez alapján a gyilkosság öt jelenlevőjét öt kismalacnak nevezi el: Phillip Blake; az öccse, Meredith Blake; Elsa Greer, azóta Lady Dittisham; Cecilia Williams, a nevelőnő; és Angela Warren, Caroline féltestvére. Poirot mindegyikükkel elbeszélget, de látszólag egyiküknek sem volt oka a gyilkosságra. Az emlékeik némileg eltérnek egymástól, de semmi olyan tény nem bukkan elő, ami alátámasztaná, hogy az egykori ítélet téves lett volna.
A regény második részében Poirot megkéri az „öt kismalacot”, hogy írják le emlékeiket az üggyel kapcsolatban. Ezekből rekonstruálja az események sorrendjét, és felfigyel néhány apróságra, amelyek fontosak lehetnek.
A végső jelenetben Poiorot felfedi a történetet, és annak érzelmi hátterét. A gyilkos valójában Elsa volt. Amyas nem akart szakítani a feleségével, de ezt nem mondta el Elsának, amíg nem fejezte be a képet, amelyet a lányról festett. A gyilkosság napján azonban megmondta neki, hogy csomagoljon (erről a kihallgatott mondatról sokáig azt hitték, hogy az iskolába induló Angelára vonatkozik). Elsa mérget tett a festő első italába (ezért panaszkodott a második sörnél, hogy „ma minden rosszízű”). Poirot magyarázata kielégíti Carlát, de a bizonyítás lehetetlen. A gyilkos nő azonban nem érezheti magát győztesnek: elvesztette élete szerelmét, és így élete – minden rang és vagyon ellenére – kiüresedett.

## Magyarul
- Öt kismalac. Bűnügyi regény; ford. Szíjgyártó László; Európa, Bp., 1973

## Feldolgozásai
1960-ban Christie színdarabot írt regényéből Go Back For Murder címen, amelyből kihagyta Poirot-ot. A helyét a színdarabban egy fiatal ügyvéd, Justin Fogg tölti be, aki annak az ügyvédnek a fia, aki annak idején Caroline Crale védelmét látta el. A színdarab során Carla elhagyja vőlegényét Justinért.
Az Agatha Christie: Poirot sorozatban David Suchet játszotta Poirot szerepét. A televíziós film néhány fontos részletet illetően eltér a regénytől. Philip Blake nem Caroline-ba szerelmes, hanem Amyasba. Caroline nem betegségben halt meg a börtönben, hanem kivégezték. Carla nevét Lucy-ra változtatták a sorozatban, és nincs vőlegénye. A fináléban Lucy le akarja lőni Elsát, de Poirot arra kéri, hogy kímélje meg a gyilkos nő életét, hogy bíróság elé lehessen állítani. Lucy végül leengedi pisztolyát.
2011-ben az Agatha Christie apró gyilkosságai című sorozatban is feldolgozták a regényt.